# Конференция по разоружению

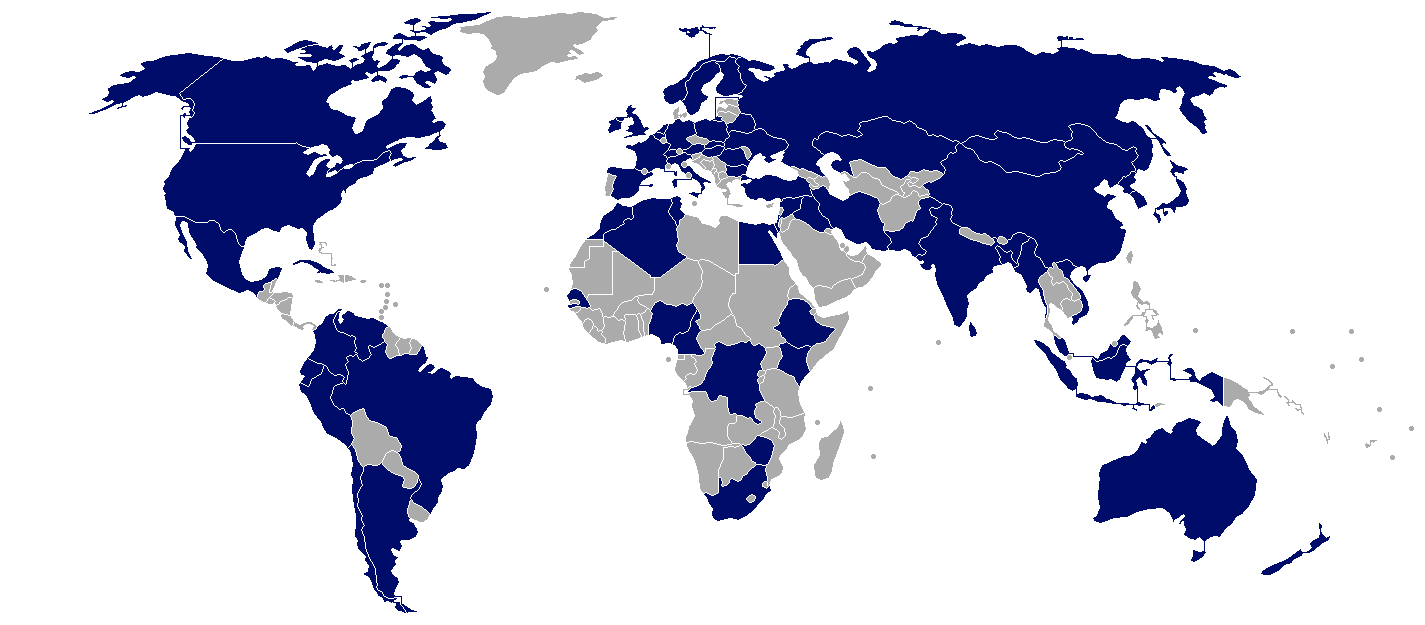
Страны-участницы Конференции по разоружению.

Конференция по разоружению (КР) — единственный постоянно действующий многосторонний переговорный форум международного сообщества для выработки соглашений по разоружению. Членами КР являются 65 государств, включая все государства, обладающие военными ядерными потенциалами, решения принимаются на основе консенсуса. Сессии Конференции по разоружению проходят в Женеве, Швейцария. Генеральным секретарём КР является директор Отделения ООН в Женеве, по состоянию на 2017 г. — Михаэль Мёллер.

## История
Конференция по разоружению стала преемницей ранее функционировавших в Женеве разоруженческих институтов: Комитета десяти государств по разоружению (1960 г.), Комитета восемнадцати государств по разоружению (1962-68 гг.) и Конференции Комитета по разоружению (1969-78 гг.). По итогам первой специальной сессии Генеральной Ассамблеи ООН по разоружению в 1979 году была создана Конференция по разоружению.
Первоначально КР имела в своём составе 40 членов. Впоследствии её членский состав был постепенно расширен, а затем в 2003 году членство было сокращено с 66 до 65 (Югославия была формально исключена из списка членов).

## Деятельность

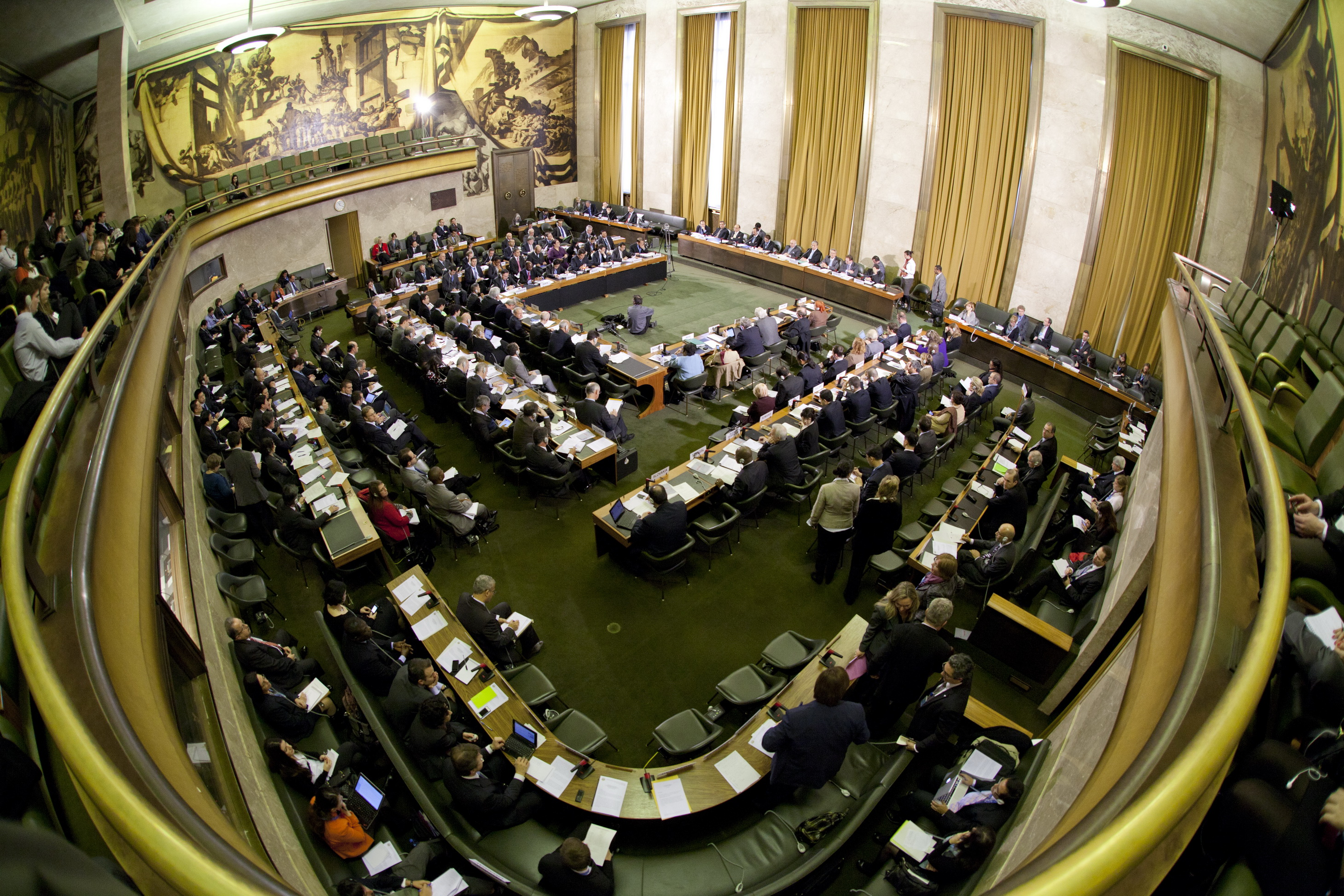
Заседание Конференции по разоружению во Дворце Наций в Женеве.

На Конференции по разоружению были разработаны такие многосторонние договоры, как Конвенция о запрещении химического оружия (1993 г.) и Договор о всеобъемлющем запрещении ядерных испытаний (1996 г.).
C 1998 г. переговорная работа на КР заблокирована. Это связано с различиями в подходах государств к рассмотрению четырёх ключевых вопросов: ядерного разоружения, запрещения производства оружейного расщепляющегося материала, предотвращения гонки вооружений в космическом пространстве и «негативных» гарантий безопасности.
В мае 2009 г. при алжирском председательстве впервые с 1998 г. была принята программы работы КР, имелась договоренность об учреждении рабочих групп по всем четырём ключевым темам повестки дня. Однако из-за изменившейся позиции Пакистана относительно переговоров по запрещению производства расщепляющихся материалов выполнение этой программы работы так и не началось. В дальнейшем не удавалось даже согласовать программу работы.

## Взаимоотношения с ООН
КР не является частью Организации Объединённых Наций. Она утверждает свои собственные правила процедуры и повестку дня, однако учитывает рекомендации Генеральной Ассамблеи и предложения её членов. Конференция по разоружению ежегодно, а также по мере необходимости, представляет Генеральной Ассамблее доклады о своей работе. Её бюджет включен в бюджет ООН.

## Состав
По состоянию на 2017 год членами Конференции по разоружению являлись :
- Австралия
- Австрия
- Алжир
- Аргентина
- Бангладеш
- Беларусь
- Бельгия
- Бразилия
- Болгария
- Венгрия
- Великобритания
- Венесуэла
- Вьетнам
- Германия
- Демократическая республика Конго
- Египет
- Зимбабве
- Израиль
- Индия
- Индонезия
- Иран
- Ирак
- Ирландия
- Испания
- Италия
- Казахстан
- Камерун
- Канада
- Китайская народная республика
- Колумбия
- Куба
- Корейская Народно-Демократическая Республика (КНДР)
- Кения
- Малайзия
- Мексика
- Монголия
- Марокко
- Мьянма
- Нидерланды
- Новая Зеландия
- Нигерия
- Норвегия
- Пакистан
- Перу
- Польша
- Республика Корея (Южная Корея)
- Румыния
- Российская Федерация
- Сенегал
- Словакия
- Соединённые Штаты Америки
- Сирия
- Тунис
- Турция
- Украина
- Финляндия
- Франция
- Чили
- Шри-Ланка
- Швеция
- Швейцария
- Эквадор
- Эфиопия
- ЮАР
- Япония